# Fredo Dannenbring
Fredo E. Dannenbring (* 17. Dezember 1926 in Bremen; † 27. Oktober 2014 in Bonn) war ein deutscher Diplomat.

## Leben
Dannenbring studierte Rechtswissenschaft, Staatswissenschaft sowie Volkswirtschaft in Würzburg, Freiburg und Kiel. 1952 promovierte er an der Christian-Albrechts-Universität zu Kiel zum Dr. jur. mit einer Arbeit über das Fischereirecht seiner Heimatstadt Bremen. Von 1953 bis 1954 lehrte er an der Southern Methodist University in Texas. 1955 trat er in das Auswärtige Amt in Bonn ein. Neben Tätigkeiten in Bonn war er im Laufe der Jahre in Tokio, Kingston, Ottawa, Ankara und Washington, D.C. im diplomatischen Dienst.
In den 1970er Jahren war er im Auswärtigen Amt unter anderem als Referatsleiter für NATO-Fragen und als Leiter des Nordamerikanischen Büros beschäftigt. Ende der 1970er-Jahre war Dannenbring stellvertretender Botschafter der BRD in den USA. In dieser Position richtete er während der Verhandlungen um die amerikanischen Geiseln in Teheran Botschaften von Hans-Dietrich Genscher an die Washingtoner Verantwortlichen aus. Zwischen 1982 und 1986 fungierte Dannenbring als stellvertretender Generalsekretär für politische Angelegenheiten im NATO-Generalsekretariat Brüssel. Von 1986 bis zu seiner Pensionierung 1991 war er schließlich Botschafter Deutschlands bei den Vereinten Nationen in Genf. Dabei wurde er 1989 zum Vorsitzenden des Exekutivausschusses für das UNHCR-Programm gewählt, welcher die allgemeine Politik des UNHCR vorgibt, die Verwendung der Spenden bewilligt und den Hochkommissar berät. In Dannenbrings Amtszeit als Vorsitzender fielen dabei der Rücktritt des umstrittenen UNHCR-Kommissars Jean-Pierre Hocké und darauffolgende Reformen.
Sein älterer Bruder war der Rechtswissenschaftler Rolf Dannenbring. Aus seiner Ehe mit Liselotte Dannenbring, die bis zu seinem Tod bestand, war er Vater von vier Kindern.

## Bibliografie
- Fredo E. Dannenbring: Das geltende Fischereirecht in Bremen und seine geschichtliche Entwicklung. Kiel, 1952. Hochschulschrift, Rechts- u. staatswiss. Fakultät, Diss. v. 26. Mai 1952.